# Issaka Sawadogo
Pour les articles homonymes, voir Sawadogo (homonymie).
Issaka Sawadogo, aussi orthographié Isaka Sawadogo, né le 18 mai 1966 à Ouagadougou, est un acteur, danseur, musicien et metteur en scène norvégien, d'origine burkinabé.

## Biographie
Issaka Sawadogo est né à Ouagadougou au Burkina Faso, en 1966. Sa carrière se déroule entre son pays natal et la Norvège où il est consultant culturel auprès du Théâtre national d'Oslo. Il travaille aussi pour le Det Norske Teatret et le théâtre de Torshov (no). Il est membre fondateur du Carrefour International de Théatre de Ouagadougou (CITO),,.
Alors qu'au théâtre il s'impose rapidement dans nombre de classiques, il doit attendre sa rencontre avec l'artiste multidisciplinaire belge Nicolas Provost pour être véritablement remarqué au cinéma avec le court-métrage Exoticore, en 2004, qui lui vaut plusieurs prix, notamment celui du meilleur acteur au Festival du film francophone de Namur en Belgique.
Par la suite, il tient des rôles de premier plan dans, entre autres, Si le vent soulève les sables de Marion Hänsel, L’Envahisseur de Nicolas Provost, et Diego Star de Frédérick Pelletier.
En 2019, il tient le rôle-titre de Walter de Varante Soudjian.
Issaka Sawadogo joue en mooré, français, anglais et norvégien.

## Filmographie

### Cinéma

#### Longs métrages
- 2000 : Ballen i øyet (no) de Catrine Telle : l'infirmier
- 2003 : Svidd neger (en) d'Erik Smith Meyer : Faren
- 2004 : Ouaga saga de Dani Kouyaté : le garde du magasin de tissus
- 2006 : Si le vent soulève les sables de Marion Hänsel : Rahne
- 2006 : Noël sous l'aurore boréale (Hjem til jul / Home for Christmas) de Bent Hamer : le père de Bintu
- 2011 : Swooni (nl) de Kaat Beels : Amadou
- 2011 : L'Envahisseur de Nicolas Provost : Amadou / Obama
- 2012 : Le Foulard noir de Boubakar Diallo
- 2013 : De Nieuwe Wereld (pt)  de Jaap van Heusden : Luc
- 2013 : Diego Star de Frédérick Pelletier : Traoré
- 2013 : In het niets de Daniel Bruce : Agymah
- 2014 : Le Dernier Diamant d'Éric Barbier : Omar
- 2014 : Soleils d'Olivier Delahaye et Dani Kouyaté : le Peul
- 2014 : Samba d'Éric Toledano et Olivier Nakache : Jonas Karanoto
- 2015 : Wonderland (film collectif) : l'homme noir
- 2015 : The Paradise Suite de Joost van Ginkel : Yaya
- 2015 : Det Vita folket de Lisa Aschan : Josef
- 2015 : Black d'Adil El Arbi et Bilall Fallah
- 2015 : L'Œil du cyclone de Sékou Traoré
- 2017 : La République des corrompus de Salam Zampaligré
- 2018 : À bout de souffle d'Omar Dagnon
- 2018 : Le Flic de Belleville de Rachid Bouchareb : Aboulaye
- 2018 : Hier de Balint Kenyeres : Gabriel
- 2019 : Black Snake, la légende du serpent noir de Thomas Ngijol et Karole Rocher : le Djinn
- 2019 : Walter de Varante Soudjian : Walter Kikamba
- 2020 : Adú de Salvador Calvo : Kebila
- 2020 : La Nuit des rois de Philippe Lacôte : Nivaquine
- 2021 : Les Trois Lascars de Boubakar Diallo : Idriss
- 2021 : Cool Abdoul de Jonas Baeckeland : Azziz
- 2021 : Le Chant des fusils de Jean-Elliot Iboudo
- 2022 : Twist à Bamako de Robert Guédiguian : Lassana
- 2023 : Yo Mama : Osman, mari de Fanta
- 2023 : Le Roi des ombres : Ousmane
- 2023 : Le Jeune Imam de Kim Chapiron
- 2023 : Temps mort d'Ève Duchemin : Hamousin
- 2023 : Moi, capitaine de Matteo Garrone : Martin
- 2023 : Roqya de Saïd Belktibia : Ahmed
- 2024 : Ni chaînes ni maîtres de Simon Moutaïrou : Yoro

#### Courts métrages
- 2004 : Exoticore de Nicolas Provost : Tambiga
- 2006 : Induction de Nicolas Provost
- 2007 : Humanitaire! d'Adama Roamba : Barou
- 2012 : Arash de Michael Sewandono : Matthew
- 2012 : Cabo (no) d'Ivan Barbosa : Salif
- 2013 : Intercourses de Jesper Just
- 2016 : Animal de Jules Janaud et Fabrice Le Nezet : Jawak
- 2016 : The Past We Live In de Jerome Weber : Issa
- 2018 : When You Get Home de Ben Brand : le policier
- 2018 : Re \ Entry de Ben Brand : l'homme
- 2019 : Janje de Nina Violic : Covjek
- 2021 : Ousmane : Ousmane
- 2021 : Liberté

### Télévision

#### Téléfilms
- 2007 : Petit sergent : adjudant Leo
- 2019 : Quand sort la recluse, en 2 parties, de Josée Dayan : Mathias, l'archéologue
- 2019 : Colombine de Dominique Baron : Issaka

#### Séries télévisées
- 2003-2009 : Hotel Cæsar (en), 15 épisodes 
  - Saison 13, épisode 30 de Vibeke Ringen : Idris Nelson
  - Saison 13, épisode 31 de René Bjerke : Idris Nelson
  - Saison 13, épisode 32 de René Bjerke : Idris Nelson
  - Saison 13, épisode 33 de René Bjerke : Idris Nelson
  - Saison 13, épisode 34 de René Bjerke : Idris Nelson
  - Saison 13, épisode 37 de Margret Bergheim : Idris Nelson
  - Saison 13, épisode 38 de Margret Bergheim : Idris Nelson
  - Saison 13, épisode 40 de Margret Bergheim : Idris Nelson
  - Saison 13, épisode 41 d'Eirin Gjørv : Idris Nelson
  - Saison 13, épisode 42 d'Eirin Gjørv : Idris Nelson
  - Saison 13, épisode 44 d'Eirin Gjørv : Idris Nelson
  - Saison 13, épisode 45 d'Eirin Gjørv : Idris Nelson
  - Saison 26, épisode 126 de Øyvind Frøyland : Didier Clément
  - Saison 26, épisode 127 de Øyvind Frøyland : Didier Clément
  - Saison 26, épisode 128 de Øyvind Frøyland : Didier Clément
- 2013 : Dag (no), 2 épisodes de Øystein Karlsen : Tyron
  - Saison 3, épisode 6 : Baconmannen ringer alltid to ganger
  - Saison 3, épisode 6 : Gjennom galskapens frodige øyne
- 2014 : The Missing de Tom Shankland : Laneau
  - Saison 1, épisode 4 : Gone Fishing
  - Saison 1, épisode 5 : Molly
- 2014 : Det tredje øyet, 1 épisode de Trygve Allister Diesen : Jamal
  - Saison 1, épisode 3
- 2017 : Brussels, 3 épisodes d'Arno Dierickx : Ekweme
  - Saison 1, épisode 5 : Sexident
  - Saison 1, épisode 7 : De golven
  - Saison 1, épisode 9 : Dimitri's Land
- 2016 :  Guyane, 8 épisodes : Louis[5]
  - Saison 1, épisode 1 : Terre inconnue de Kim Chapiron
  - Saison 1, épisode 2 : Saint Elias de Kim Chapiron
  - Saison 1, épisode 3 : Garimpeiro de Kim Chapiron
  - Saison 1, épisode 4 : Sarah Bernhardt de Kim Chapiron
  - Saison 1, épisode 5 : Tomasinho de Philippe Triboit
  - Saison 1, épisode 6 : Garrota di program de Philippe Triboit
  - Saison 1, épisode 7 : Pikolet de Philippe Triboit
  - Saison 1, épisode 8 : Pour une poignée de métal de Fabien Nury
- 2017 : Maroni, les fantômes du fleuve, 4 épisodes d'Aurélien Molas et Olivier Abbou : commissaire Koda
  - Saison 1, épisode 1
  - Saison 1, épisode 2
  - Saison 1, épisode 3
  - Saison 1, épisode 4
- 2019 : Assinie d'Érico Séry : Martin^
- 2019 : Sakho & Mangane, 8 épisodes : Commandant Souleymane Sakho
  - Saison 1, épisode 2 : La malédiction du poisson lune, 1ère partie de Jean Luc Herbulot
  - Saison 1, épisode 2 : La malédiction du poisson lune, 2ème partie de Jean Luc Herbulot
  - Saison 1, épisode 3 : L'alliance du triple V de Hubert Laba Ndao
  - Saison 1, épisode 4 : Zone de non droit de Hubert Laba Ndao
  - Saison 1, épisode 5 : L'amante religieuse de Toumani Sangaré
  - Saison 1, épisode 6 : Assaut de Toumani Sangaré
  - Saison 1, épisode 7 : Le mari de la nuit de Jean Luc Herbulot
  - Saison 1, épisode 8 : Rapp noir de Jean Luc Herbulot
- 2020 : Les Rivières pourpres, 2 épisodes de David Morlet : le professeur
  - Saison 2, épisode 5 : Kenbaltyu, partie 1
  - Saison 2, épisode 6 : Kenbaltyu, partie 2
- 2020 : Wara, 8 épisodes d'Oumar Diack et Toumani Sangaré : Moulan Wara
  - Saison 1, épisode 1 : L'arrestation
  - Saison 1, épisode 2 : L'accident
  - Saison 1, épisode 3 : La manifestation
  - Saison 1, épisode 4 : Le pamphlet
  - Saison 1, épisode 5 : L'épidémie
  - Saison 1, épisode 6 : Bintou
  - Saison 1, épisode 7 : Kidnapping
  - Saison 1, épisode 8 : La décharge
- 2020 : Cheyenne et Lola, 4 épisodes d'Eshref Reybrouck
  - Saison 1, épisode 4 : Eldorado
  - Saison 1, épisode 5 : A la vie à la mort
  - Saison 1, épisode 7 : Romance
  - Saison 1, épisode 8 : Plus dure sera la chute

## Théâtre

### Comédien
- 1994 : Hamlet de Shakespeare
- 1995 : Peer Gynt de Henrik Ibsen
- 1997-1998 : Le Roi des mouches (Fluekongen) d'Issaka Sawadogo
- 1998 : L'Heure où nous ne savions rien l'un de l'autre de Peter Handke
- 2001 : La peur dévore l'âme de Rainer Werner Fassbinder
- 2004 : Combat de nègre et de chiens de Bernard-Marie Koltès

### Metteur en scène
- 1997-1998 : Le Roi des mouches (Fluekongen) d'Issaka Sawadogo, Théâtre de Torshov (en Norvège)
- 2005-2006 : Le Puits de Bouctou (au Bangladesh)
- 2007-2008 : La Tragédie du roi Christophe d'Aimé Césaire (au Burkina Faso)
- Une maison de poupée d'Henrik Ibsen (seulement assistant metteur en scène) (au Burkina Faso)
- L'os de Mor Lam de Birago Diop (au Burkina Faso)

### Auteur
- Le Roi des mouches (Fluekongen)

## Distinctions
- 2005 : Bayard d'or du meilleur acteur au Festival international du film francophone de Namur, pour Exoticore
- 2006 : Prix d'interprétation masculine au Festival international du film de Durban, pour Exoticore
- 2006 : Meilleur acteur au FICA, Festival International du Court Métrage, d'Abidjan, pour Exoticore
- 2006 : Meilleur acteur au BSFF, Festival du court-métrage de Bruxelles, pour Exoticore
- 2006 : Prix d'interprétation masculine au Festival du film de Vendôme, pour Exoticore
- 2011 : Mention spéciale au Festival du film de Gand, pour L'Envahisseur
- 2013 : Nommé au Jutra du meilleur acteur, pour Diego Star
- 2013 : Prix d'interprétation masculine au 42e Festival du nouveau cinéma de Montréal, pour Diego Star
- 2013 : Nommé pour le prix du meilleur acteur au Festival de la télévision de Sichuan, pour De Nieuwe Wereld
- 2014 : Mention Spéciale du jury pour son interprétation au Festival international du premier film d'Annonay, pour Diego Star
- 2014 : Meilleur acteur au Festival international du cinéma de Téhéran, pour De Nieuwe Wereld
- 2015 : Loup d'or du meilleur acteur au Festival du film Nuits noires de Tallinn, pour The Paradise Suite
- 2016 :  Veau d'or du meilleur acteur au Festival du cinéma néerlandais d'Utrecht, pour The Paradise Suite[6]
- 2016 : Nomination pour le prix du meilleur acteur aux prix Guldbagge, pour Det Vita folket